# Bibi (kultusz)
A Bibi vagy Zia Bibi kultusza az ortodox keresztény romák többségének és kisebb mértékben a balkáni muszlim romák ünnepe. Ez az ünnep Bibijako Djive néven is ismert. A muszlim hitvallású romák távolabbi vidékeken is ünneplik.
Bibit a család gyógyítójaként és védelmezőjeként tisztelik, és mindenekelőtt a gyermekek egészségének védelmezőjeként, Szaszthi hindu istennő roma változata. Minden helynek vagy városnak megvan a maga különleges ünnepi dátuma, amit Bibi néni legendája magyaráz, aki különböző helyekre érkezett és különböző időpontokban gyógyított. Ennek a roma vallási ünnepnek az időpontjai többnyire a húsvéti böjt napjaihoz kapcsolódnak, ezért időről időre változnak. Az eseményeken egyházi személyek is részt vesznek, bár Bibi néni nem kanonizált szent.
Különböző környezetben Bibit gyógyító Bibinek vagy Bibijakonak is nevezik. Romani nyelven a „bibi” nénit jelent, és ennek a szónak a kicsinyítő neve „bibiori”. Bibi néni ünnepe 2019-ben szerepel Szerbia Szellemi Kulturális Örökségének Nemzeti Nyilvántartásában.
Bibi házi szellem, kultusza az igazi roma ünnepek egyike. A Bibi mellett sok roma család ünnepli a szlavát (például Baba Fingót a Kakavában), valamint más vallási ünnepeket, mint például a húsvétot és a karácsonyt, a Bajramot (Törökországban).

## Fordítás
- Ez a szócikk részben vagy egészben  a   Bibi (Romani cult) című angol Wikipédia-szócikk ezen változatának fordításán alapul.  Az eredeti cikk szerkesztőit annak laptörténete sorolja fel. Ez a jelzés csupán a megfogalmazás eredetét és a szerzői jogokat jelzi, nem szolgál a cikkben szereplő információk forrásmegjelöléseként.